# Пъпли
Пъ̀пли (на гръцки: Λευκώνας, Левконас, до 1926 година Πόπλι, Попли,на албански: Popla) е село в Република Гърция, в дем Преспа, област Западна Македония.

## География
Селото е разположено на 36 километра северозападно от град Лерин (Флорина) в източната част на Долнопреспанската котловина и в подножието на разклонението на Баба планина Бела вода. На изток граничи със село Рудари, на запад с Малкото Преспанско езеро, на север със село Щърково и на юг със село Оровник. През селото минава река Келѝмица, извираща от Рударската планина. Селото е разделено на 4 махали: българските Масановска (горна), Жиловска (средна) и Дупенска (долна), както и арнаутската махала, в която след 1924 година са заселени гръцки бежанци от Понт и Мала Азия.

## История

### В Османската империя
В османските данъчни регистри от средата на XV век Пъпли, спадащо към нахия Преспа, е споменато с 37 семейства. Общият приход за империята от селото е 11 000 акчета. До към XIX век селото се е намирало в местността Гърмада или Старо Пъпли, част от днешното землище на селото, където до средата на XX век са намирани отломки от дялъни камъни, грънци и еврейски гробища, но след това населението се премества на мястото на днешното селище.
В началото на XX век Пъпли е смесено българо-арнаутско село в Битолска каза. В „Етнография на вилаетите Адрианопол, Монастир и Салоника“, издадена в Константинопол в 1878 година и отразяваща статистиката на населението от 1873, Шапли (Chapli) е посочено като в каза Ресен с 54 домакинства и 90 жители мюсюлмани и 58 българи. Според статистиката на Васил Кънчов („Македония. Етнография и статистика“) в 1900 година в селото живеят 180 българи християни и 270 арнаути мохамедани.
На Етнографската карта на Битолския вилает на Картографския институт в София от 1901 година Пъпли е смесено село българи, албанци и власи в Битолската каза на Битолския санджак с 88 къщи.
По време на Илинденското въстание на 23 юли 1903 година селото е нападнато от турски аскер и башибозук. Изгорени са 23 къщи и са убити Георги Кърстин, Васил Ристов и Стоян Калин. Арнаутското население се изселва в нахайското село Наколец.
Стасо:Войводата ни прѣдложи на селския първенецъ Рустемъ ага да се прѣдаде. Тоя послѣдниятъ се затвори въ кѫщата си и поиска срокъ. Коте се съгласи. Но срокътъ мина и ние влѣзнахме въ селото. Отъ кѫщата на Рустемъ почна да се гърми. Тогава войводата, ни заповѣда да горимъ турскитѣ кѫщи. Не се мина много и отъ дадечъ зеха да се слушатъ гърмежи. Войски идваха отъ къмъ Наколецъ. Рустемъ ага се избави, понеже ние напуснахме селото и се отеглихме въ планината, дѣто ангажирахме войскитѣ на сражение. Нъ тѣ ни оставиха и си заминаха. Същеврѣменно бидоха изгорени 25 къщи въ с. Ръмби и 26 въ с. Германъ.
Георги: Отъ нашето село бидоха убити само трима души. Когато то горѣше, ние бѣхме избѣгали въ с. Рудари. И сега още всичкитѣ български сѣмейства стоятъ тамъ. До 6. септемврий въ Рудари спокойно минахме. Но тоя день тукъ се разигра една небивала кървава сцена. Бимбашията отъ Наколецъ съ войски анадолци и многочисленъ башибозукъ нападна селото и умъртви по най-безчеловѣченъ начинъ 17 души, между които една жена.
През декември 1903 година българският владика Григорий Пелагонийски, придружаван от Наум Темчев и Търпо Поповски, пристигат в Преспа, за да раздават помощи на пострадалото при потушаването на Илинденското въстание население, но заварват селото безлюдно. Темчев пише: „Минавахме по край селото Пѫпле, което бѣше изгорено и съвършено пусто.“ Според официални османски данни по време на въстанието в селото изгарят 57 турски и 23 български къщи.
По данни на секретаря на екзархията Димитър Мишев („La Macédoine et sa Population Chrétienne“) в 1905 година в Пъпли (Papli) има 160 българи екзархисти. Според Георги Трайчев в Пъпли след 1908 година има 20 български, 40 арнаутски и 15 цигански къщи, като българите са 180 души, а турците и циганите 256 души. Пак според него:
| „ | Българите били зле третирани от съселяните си друговерци. Но и нашенци в Пъпли не отстъпвали по своето юначество (респективно комитаджилък), с което ги респектирали. Прави впечатление фактът, че докато в другите смесени села отношенията между българи и албанци били коректни, дори дружелюбни, тук наопаки - враждували. Може би тази вражда се дължала на обстоятелството, че предците ни се показвали по-упорити в борбата и по-издръжливи, та албанците били принудени да бягат и се изселват в други села. А може би е било от страха от организираните чети? | “ |

След Балканската война от 1912 година албанското население започва да се изселва от селото.

### В Гърция
През Балканската война в селото влизат гръцки части, а след Междусъюзническата война Пъпли попада в Гърция. Боривое Милоевич пише в 1921 година („Южна Македония“), че Попли има 22 къщи славяни християни и 50 арнаути мохамедани. В селото са заселени гърци бежанци. В 1928 година селото е смесено местно-бежанско и има 41 бежански семейства със 129 души. В 1926 година селото е прекръстено на Левконас. По време на Гръцката гражданска война селото пострадва сериозно, само през 1948 година 90 малолетните деца са изпратени в страните от Социалистическия блок като „Деца бежанци“. След края на войната селото е частично унищожено, а малка част от местното население се завръща в Пъпли.
В 1981 година селото има 127 жители. Според изследване от 1993 година селото е „славофонско-бежанско“.
Гробищната църква в селото „Свети Димитър“ е построена през 1860 година. Силно пострадва при земетресение през 1970-те и след това е построена наново. През 1933 година е построена църквата „Свети Архангел Михаил“ на мястото на разрушената джамия, издигала се според местни хора на мястото на по-стара църква със същото име. Край селото в югозападна посока се е намирал параклисът „Свети Атанас“, разрушен от френски военни през Първата световна война за построяването на шосеен път. Край селото в северна посока се намирало казълбашко теке, разрушено по-късно от гръцките власти и на негово място е построен параклисът „Свети Илия“.
| Име    | Име      | Ново име        | Ново име         | Описание                                                                    |
| ------ | -------- | --------------- | ---------------- | --------------------------------------------------------------------------- |
| Кале   | Καλέ     | Кир. Налбандиди | Κυρ. Ναλμπαντίδη | връх на ЮЗ от Пъпли, над брега на Малкото Преспанско езеро (Граище, 1022 m) |
| Граище | Γκράϊτσα | Кокинохома      | Κοκκινόχωμα      | връх на ЮЗ от Пъпли, над брега на Малкото Преспанско езеро (Кале, 1022 m)   |
| Горица | Γκόριτσα | Амигдалиес      | Άμυγδαλιές       | връх на ЗСЗ от Пъпли, над брега на Малкото Преспанско езеро (902,3 m)       |

Преброявания
- 2001 - 155 души
- 2011 - 116 души

## Личности
Родени в Пъпли
- Герман Миовски (1933 - 2021), български журналист и краевед
- Мичо Мияльов (Мичо Мијаљов) (р. 1941), северномакедонски учен математик
- Ристо Поповски (р. 1947), северномакедонски историк
- Христо Миов или Миовски (1899 – 1947), гръцки комунист, става член на ГКП по време на окупацията, след Споразумението от Варкиза е многократно арестуван, на 23 април е арестуван заедно с дъщеря си, на 27 май е осъден в Лерин на смърт и разстрелян на 27 юли заедно със съселянина си Яне Димановски[29] баща на Герман Миовски[30]
- Филип Наумов (1880 – 1960), революционер и предприемач